# Otroci socializma (EP)
Otroci socializma je edini extended play slovenske punk skupine Otroci socializma, izdan oktobra 1982 pri študentski založbi ŠKUC v obliki kasete v nakladi 200 izvodov. Glasba z albuma kaže vplive no wave estetike iz New Yorka. Člani skupine so se zaradi provokativne narave besedil namesto s svojimi polnimi imeni podpisali le z začetnicami.

## Seznam pesmi
A stran – Otroci socializma
1. »Hiše so sive«
2. »Rio«
3. »Lublana«
4. »Vse je v mojoj glavi«
5. »Pejt ga pogledat«

B stran – A.Š. in B.B.
1. »Pesem št. 3«
2. »Zamenite mi glavo«
3. »700 usnjenih torbic«

## Zasedba

### Otroci socializma
- Brane Bitenc (kot B.B.) — vokal
- Andrej Štritof (kot A.Š.) — bas kitara
- Iztok Turk — kitara
- Dare Bolha — kitara
- Roman Dečman — bobni

### Ostali
- Igor Vidmar (kot I.V.) — produkcija A strani
- Dušan Mandič (kot D.M.) — oblikovanje ovitka